# 9484 Wanambi
9484 Wanambi (4590 P-L) là một tiểu hành tinh vành đai chính.